# Olenecamptus griseipennis
Olenecamptus griseipennis es una especie de escarabajo longicornio del género Olenecamptus, categorizada en la tribu Dorcaschematini, de la subfamilia Lamiinae. Fue descrita por Pic en 1932.

## Descripción
Mide 12-13,7 mm de longitud.

## Distribución
Se distribuye por China.